# Llista d'estacions de Docklands Light Railway
Aquesta és una llista de les estacions de Docklands Light Railway, al Gran Londres. La llista està ordenada per trams.

Mapa de la xarxa de Docklands Light Railway

## Estacions d'oest a est

### Tram de Bank
Tram obert el 1991.
- Terminal: Bank al Central London (1991)

### Tram de Tower Gateway
Tram obert el 1987.
- Terminal: Tower Gateway a Torre de Londres (1987)

### Secció de Middle
Tram obert el 1987
- Shadwell (1987) (el tram a Tower Gateway i Banc divergeixen a l'oest de Shadwell)
- Limehouse (1987)
- Westferry (1987) (els trens cap a Canary Wharf divergeixen després de Westferry. Vegeu trams de nord a sud)
- Poplar (1987)

### Tram de Beckton
Tram obert el 28 de març de 1994.
Des de Poplar cap a Beckton.
- Blackwall (1994)
- East India (1994)
- Canning Town (1994)

A Canning Town la línia es divideix, cap a Beckton (des de 1994), i cap a Woolwich Arsenal via London City Airport (des de 2005).
- Royal Victoria (1994)
- Custom House (1994)
- Prince Regent (1994)
- Royal Albert (1994)
- Beckton Park (1994)
- Cyprus (1994)
- Gallions Reach (1994)
- Terminal: Beckton (1994)

### Tram de Woolwich Arsenal
Tram obert el 2 de desembre de 2005.
Des de Canning Town cap a Woolwich Arsenal.
- West Silvertown (2005)
- Pontoon Dock (2005)
- London City Airport (2005)
- King George V (2005)
- Terminal: Woolwich Arsenal (2009)

## Estacions de nord a sud
Tram obert el 1987.
- Terminal: Stratford (1987)
- Pudding Mill Lane (1991)
- Bow Church (1987)
- Devons Road (1987)
- Langdon Park (2007)
- All Saints (1987)
- Poplar (1987) (vegeu trams d'oest a est)

Els trens en direcció sud des de Bank o Tower Gateway s'uneixen a partir d'aquí
- West India Quay (1987)
- Canary Wharf (1987)
- Heron Quays (1987)
- South Quay (1987)
- Crossharbour (1987)
- Mudchute (1987, relocated 1999)
- Island Gardens (1987 com a Terminal, traslladada el 1999)

### Extensió de Lewisham
Tram obert el 3 de desembre de 1999.
Els trens que venen des d'Island Gardens cap a Lewisham
- Cutty Sark al Maritime Greenwich (1999)
- Greenwich (1999)
- Deptford Bridge (1999)
- Elverson Road (1999)
- Terminal: Lewisham (1999)

## Estacions tancades
- Mudchute (traslladada a un lloc diferent)
- Island Gardens (soterrada a un lloc diferent)
- Heron Quays (traslladada a un lloc diferent)
- Stratford (tècnicament no s'ha tancat però les andanes s'han traslladat)

## Estacions futures

### Tram de Stratford International
- Star Lane (posada en servei el 2010)
- Abbey Road (posada en servei el 2010)
- West Ham* (conversió d'andanes pel 2010)
- Stratford** (conversió d'andanes pel 2010)
- Stratford High Street (posada en servei el 2010)
- Stratford International (posada en servei de DLR el 2010)

*Conversió de les andanes de North London Line per a DLR

**Conversió d'andanes perquè DLR en disposi de més

## Estacions proposades

### Extensió de Dagenham Dock
- Beckton Riverside
- Creekmouth
- Barking Riverside
- Goresbrook
- Dagenham Dock

### Altres estacions proposades
- Thames Wharf (tram de London City Airport)
- Connaught Road (tram de London City Airport)